# استمرارية دولة بلدان البلطيق

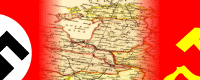
دول البلطيق بين النازيين والسوفيت

بقيت بلدان البلطيق الثلاث (بالإنجليزية: Baltic countries) أو دول البلطيق (بالإنجليزية: Baltic states) - إستونيا ولاتفيا وليتوانيا - كيانات قانونية بموجب القانون الدولي أثناء الاحتلال السوفيتي من عام 1940 وحتى عام 1991، وأيضًا خلال الاحتلال الألماني بين عامي 1941-1944/1945. أقرّ الرأي العام السائد أطروحة دول البلطيق المتعلقة بالاحتلال غير المشروع إذ تُعتبر أعمال اتحاد الجمهوريات الاشتراكية السوفيتية مخالفة للقانون الدولي بوجه عام وللمعاهدات الثنائية المبرمة بين الاتحاد السوفيتي وبلدان البلطيق الثلاثة بوجه خاص.
اعترفت معظم قوى العالم الغربي بهذه الاستمرارية القانونية وانعكس ذلك من خلال ممارساتها الحكومية. يشكل تطبيق عقيدة ستيمسون من قِبَل إعلان ويلز حيث رفض قطاع كبير من المجتمع الدولي منح الموافقة الرسمية للغزو السوفيتي في عام 1940 خلال الحرب العالمية الثانية، إلى جانب مقاومة شعوب البلطيق للنظام السوفيتي أثناء حرب العصابات وأيضًا العمل المتواصل لأجهزة الدولة البدائية في المنفى، الدعم الأكبر للموقف القانوني القائل بأن الملكية السيادية لم تنتقل إلى الاتحاد السوفيتي أبدًا، وهو ما يعني ضمنًا أن الاحتلال (نوع نفسه/ احتلال الضم: بالألمانية: Annexionsbesetzung) سوف يستمر إلى أن اعترف الاتحاد السوفيتي باستقلال بلدان البلطيق الثلاثة في عام 1991. وهكذا استمرت دول البلطيق كدول خاضعة لأحكام القانون الدولي.
يُعتبر الموقف الرسمي لروسيا بمثابة استمرار للموقف السوفيتي بأن إستونيا ولاتفيا وليتوانيا لم يتم ضمها من قِبَل الاتحاد السوفيتي بل انضمت من تلقاء نفسها في عام 1940. تصرّ روسيا على أن دمج دول البلطيق اكتسب اعترافًا دوليًا بحكم القانون من خلال الاتفاقيات المبرمة في مؤتمري يالطا وبوتسدام بالإضافة إلى اتفاقية هلسنكي. جادلوا أيضًا بأنه وفقًا للقوانين والدستور السوفيتي الداخلي، كانت استعادة الاستقلال غير قانونية ولا يمكن لجمهوريات البلطيق أن تصبح كيانات ذات سيادة تم إنشاؤها حديثًا إلا من خلال قوانين الانفصال لاتحاد الجمهوريات الاشتراكية السوفيتية. وفقًا لهذا الموقف، فإن جميع المعاهدات السابقة، مثل معاهدة تارتو، تُعتبر باطلة، وأن جميع المطالبات الممكنة من دول البلطيق بالتعويض النقدي ليس لها أساسًا قانونيًا. أدت هذه الأطروحة البديلة حول استمرارية دول البلطيق وعواقبها ذات الصلة إلى تأجيج المواجهة الأساسية بين روسيا ودول البلطيق.
يختلف المبدأ القانوني، القانون لا ينشأ من عدم العدالة (لا يمكن أن ينشأ القانون عن أفعال غير عادلة)، عن المبدأ المتنافس المتمثل في أن القانون ينشأ من الحقائق (تحديد الوقائع القانونية). من ناحية أخرى، تم حجب الاعتراف القانوني باندماج دول البلطيق من جانب دول أخرى ذات سيادة خارج الكتلة السوفيتية إلى حد كبير بناءً على المبدأ القانوني الأساسي (القانون ينشأ من الحقائق) إذ تم اعتبار ضم دول البلطيق أمرًا غير قانونيًا. ومن ناحية أخرى، حدث بالفعل انقطاع بحكم الواقع لإقامة الدولة بسبب الاحتلال الأجنبي الذي دام لمدة خمسين عام، ما أعطى أهمية أكبر لمبدأ القانون ينشأ من الحقائق، فضلًا عن الأراضي غير القابلة للإلغاء والتغيرات الديموغرافية التي تجعل حالة بحر البلطيق أكثر تعقيدًا بكثير من مجرد استعادة كاملة إلى ما كان عليه (استعادة - في هذه الحالة – تعني السلامة الإقليمية).

## الخلفية التاريخية
عززت الدول الأربع الواقعة على بحر البلطيق والتي كانت في السابق أجزاءًا من الإمبراطورية الروسية - فنلندا وإستونيا ولاتفيا وليتوانيا - حدودها واستقلالها بعد حروب الاستقلال في كل منها بعد نهاية الحرب العالمية الأولى بحلول عام 1920. منحت الدول الأوروبية الكبرى الاعتراف القانوني بإستونيا ولاتفيا في 26 يناير عام 1921 وليتوانيا في 20 ديسمبر عام 1922. مددت الولايات المتحدة الاعتراف القانوني لجميع الدول الثلاث في 28 يوليو عام 1922.
نصّت معاهدات السلام الثلاث بين دول البلطيق وروسيا السوفيتية بشكل مماثل على حق تقرير المصير وتخلت روسيا عن جميع الحقوق والمطالبات السابقة باعتبارها نهائية ودائمة. يعكس مبدأ تقرير المصير هذا أحد المبادئ الرئيسية الأربعة التي أعلنها كل من لينين وستالين في 15 نوفمبر عام 1917 في إعلان الحكومة السوفيتية: «حق شعوب روسيا في تقرير المصير بحرية حتى في الانفصال وإنشاء دول مستقلة». بعد إنشاء اتحاد الجمهوريات الاشتراكية السوفيتية في عام 1922، اعتمد الاتحاد الجديد بحلول 6 يوليو عام 1923 جميع المعاهدات التي أبرمتها روسيا السوفيتية سابقًا وظلت معاهدات السلام الأصلية أساسًا للعلاقات بين الاتحاد السوفيتي وإستونيا ولاتفيا وليتوانيا على التوالي.
في العقد التالي، أُبرِمت عدة معاهدات واتفاقات ثنائية ومتعددة الأطراف تنظم العلاقات:
- بروتوكول إنفاذ ميثاق كيلوغ برييان (الذي وقعت عليه جميع الأطراف الأربعة الأصلية) في موسكو في 9 فبراير عام 1929، للتخلي عن الحرب كأداة للسياسة الوطنية
- معاهدات عدم الاعتداء الثنائية الموقعة مع دول البلطيق المعنية والاتحاد السوفيتي بين عامي 1926 و 1932
- اتفاقيات التسوية المرتبطة بمعاهدات عدم الاعتداء
- اتفاقية الحرب العدوانية الموقعة في لندن في يوليو عام 1933

تُحدد اتفاقية الحرب العدوانية، وهي مبادرة من الحكومة السوفيتية، في المادة 2 مختلف الأعمال بأنها عدوانية بما في ذلك الحصار البحري. تنصّ الاتفاقية أيضًا على أنه «لا يجوز لأي اعتبار سياسي أو عسكري أو اقتصادي أو أي اعتبار آخر أن يكون عذرًا أو مبررًا للعدوان المًشار إليه في المادة 2».